# Riblji paprikaš
Il riblji paprikaš è un piatto tipico della cucina balcanica, in particolare della Slavonia, in Croazia.
Si tratta di uno stufato di pesce (carpa o luccio) in salsa piuttosto liquida a base di peperoncino, accompagnato tradizionalmente da tagliolini di pasta.
È simile all'ungherese halászlé.